# Ten Years After

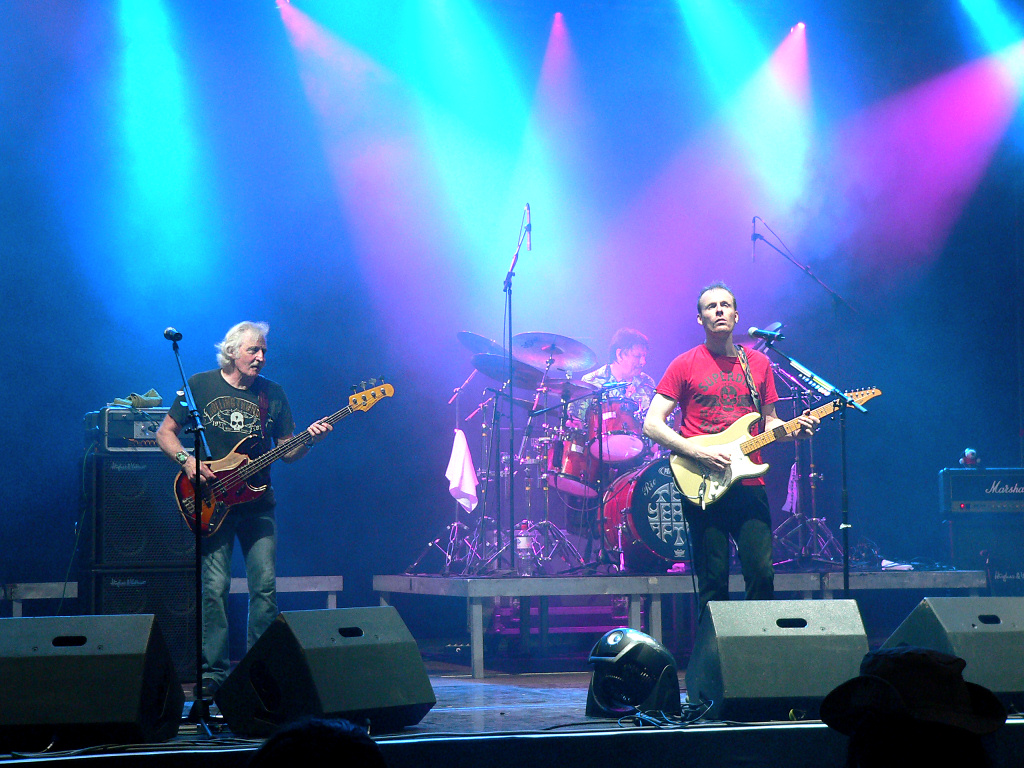
Ten Years After (2009)

Ten Years After ist eine britische Bluesrock-Band, die zwischen 1967 und 1974 in der ersten Bandbesetzung mit Alvin Lee (Gitarre, Gesang), Leo Lyons (Bass), Chick Churchill (Keyboard) und Ric Lee (Schlagzeug) ihre größten Erfolge feierte. Legendär wurde ihr Liveauftritt beim Woodstock-Festival am 17. August 1969, der im Dokumentarfilm Woodstock festgehalten ist.

## Geschichte
Bereits 1960 traten die beiden Ten-Years-After-Gründer Alvin Lee und Leo Lyons gemeinsam in verschiedenen Gruppen auf, unter anderem in Jayman, Mansfield und Atomities. Mit den Jaymans (mit dem Sänger Ivan Jay und dem Schlagzeuger Quickmire) spielten sie sehr erfolgreich in Hamburg. Später wurde Quickmire durch Ric Lee (nicht verwandt mit Alvin Lee) ersetzt. Nach Fernsehauftritten in der Saturday Night Sunday Morning Show wurden sie bekannter und tourten in der Gegend von Nottingham. Ihr (Kurzzeit-)Roadie Chick Churchill wechselte die Seite und setzte sich selbst an die Orgel. Der Clubmanager Chris Wright erkannte das musikalische Potenzial und verhalf zu Auftritten in diversen Clubs. Sie wollten ohne Ivan Jay bekannt werden und suchten nach einem passenden Namen. Die zehn Jahre aus dem Bandnamen beziehen sich anders lautenden Gerüchten zuwider aber weder auf Elvis Presley noch auf den Rock ’n’ Roll. Blues Trip, Blues Yards und Life Without Mother waren die ersten Ideen für einen Bandnamen. Dann las Leo in der Zeitung über „Zehn Jahre nach dem Ende der Wehrpflicht in U.K. …“ und Ten Years After war entstanden.

### Woodstock
Ihr zweites Album Undead enthielt I’m Going Home, das seinerzeit bekannteste Stück der Band. Es folgte Stonedhenge, das in England ein Hit war, und der vielbeachtete Auftritt der Band 1969 beim Woodstock-Festival: Gegen 20:00 Uhr begann der 90-minütige Auftritt der Band, die ziemlich rastlos nach einem Konzert mit Nina Simone aus St. Louis angereist war. Da der Regen die Luftfeuchtigkeit verändert hatte, musste die Band während ihres ersten Songs Good Morning Little School Girl nach ca. einer Minute abbrechen, um die Gitarren erneut stimmen zu können. Nach dem regulären Set folgte die Zugabe I’m going home, während derer Alvin Lee fast zehn Minuten lang sein Instrument bearbeitete. Dies war der einzige Song ihres Auftritts, der von der Filmcrew aufgenommen wurde. Sie hatte mit drei Kameras begonnen zu filmen, von denen allerdings bei einer während des Auftritts der Film am Ende angelangt war. Für die Dreifach-Splitscreen-Version des Films wurde deshalb gegen Ende das gespiegelte Filmmaterial der rechten Kamera benutzt, um die Lücke zu füllen.

### 1970er Jahre bis 1991
Nach einigen weiteren Erfolgen, vor allem dem Live-Doppelalbum Recorded Live von 1973, brach die Gruppe 1975 auseinander, nachdem sie zuvor eine ausgedehnte Amerika-Tour absolviert hatte. Laut Ric Lee gab es Konflikte, da Alvin Lee und der Manager Dee Anthony die restlichen Bandmitglieder zu bezahlten Musikern degradieren wollten. Als die Musiker dies verweigerten, beschloss Alvin Lee, Soloalben zu veröffentlichen.
1983 gab es eine Fusion der Woodstock-Stars für ein Konzert im Londoner Marquee Club zu dessen 25-jährigem Jubiläum (DVD live at the Marquee) und eine Comeback-Show beim Reading Festival. Dann herrschte einige Jahre Funkstille, ehe man sich 1989 wieder zusammenfand. Die Gruppe veröffentlichte das Album About Time und war bis Mitte 1991 weltweit unterwegs. 1991 entstanden in Nottingham auch ein Live-Video und eine CD mit dem Titel Ten Years After - Live Legends.
2001 brachte die Gruppe die CD Ten Years After - live at the Fillmore East heraus, die bereits 1970 aufgenommen wurde, aber bis zu diesem Zeitpunkt noch nicht erschienen war.

### 2003 bis heute
2003 begann sich die Band zu reformieren, da Alvin Lee aber nicht mehr zur Verfügung stand, fand man zu Joe Gooch.
2004 erschien das Album Now unter Mitwirkung der Originalmitglieder Leo Lyons, Ric Lee und Chick Churchill sowie mit Joe Gooch. Zum Album wurde eine Tournee veranstaltet. Dabei sind auch alle bekannten Hits sowie neues Material mitgeschnitten worden, das 2005 den Fans als Doppelalbum Roadworks veröffentlicht wurde. Bei ihren Auftritten in Deutschland im Juni 2005 ließ die Band einige Auftritte aufzeichnen, von denen Ende 2005 eine DVD veröffentlicht wurde. So wurde im Jahr 2005 auch der Auftritt auf dem Burg-Herzberg-Festival aufgezeichnet. Auf der DVD über das Burg-Herzberg-Festival 2005 (WDR-Rockpalast/Herzberg Verlag) sind zwei Titel von Ten Years After enthalten. 2008 legte die Gruppe ein weiteres Album mit dem Titel Evolution vor, 2009 erschien die Live-DVD Live at Fiesta City.
2010 bildeten die Bandmitglieder Joe Gooch und Leo Lyons das Projekt Hundred Seventy Split, um auch außerhalb von Ten Years After musikalisch aufzutreten. Das Projekt produzierte bisher ein Studioalbum The World Won’t Stop und trat ab 2011 auch live auf. Es war bereits mit Johnny Winter auf Tour und trat im Rockpalast auf.
Im Dezember 2013 gaben Leo Lyons und Joe Gooch bekannt, sich von Ten Years After zu trennen, um sich auf Hundred Seventy Split zu konzentrieren.
Ric Lee und Chick Churchill machen zusammen mit dem Frontmann Marcus Bonfanti und dem Bassisten Colin Hodgkinson weiter. Sie veröffentlichten 2017 das erste Album in der neuen Besetzung, A Sting In The Tale.
Im September 2024 gibt die Band bekannt, dass die Mitglieder in dieser Besetzung keine weitere Zusammenarbeit mehr planen und Schlagzeuger Ric Lee bereits an einem vollkommen neuen Lineup arbeitet.
Im Herbst 2025 gehen Ten Years After in neuer Besetzung auf Tour. Auf ihrer Homepage gibt Drummer Ric Lee die folgende Besetzung bekannt: Sam C Lees (Gitarre & Gesang), Craig Fletcher (Bass & Gesang), Dave Burgoyne (Keyboard & Violine).

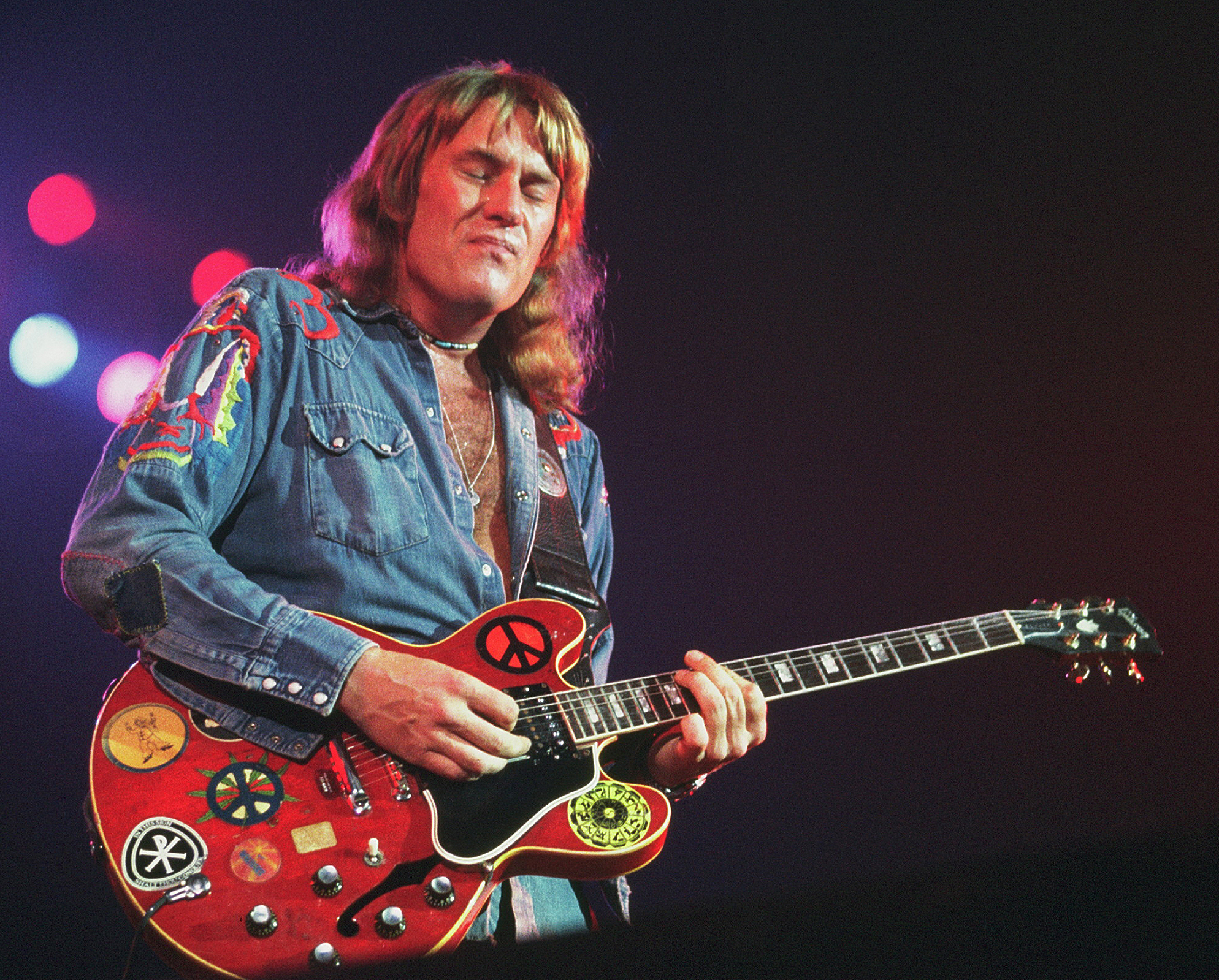
Alvin Lee
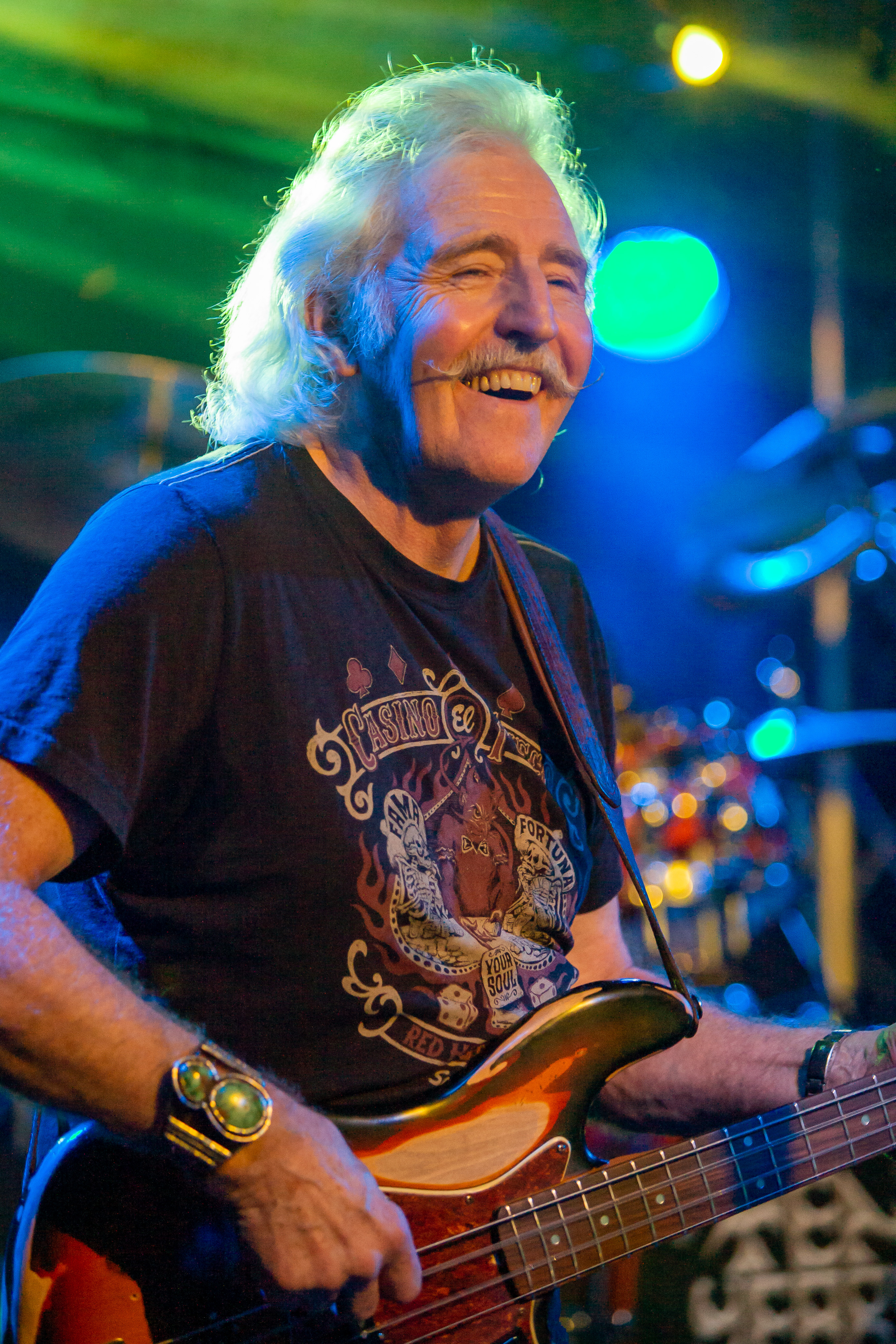
Leo Lyons
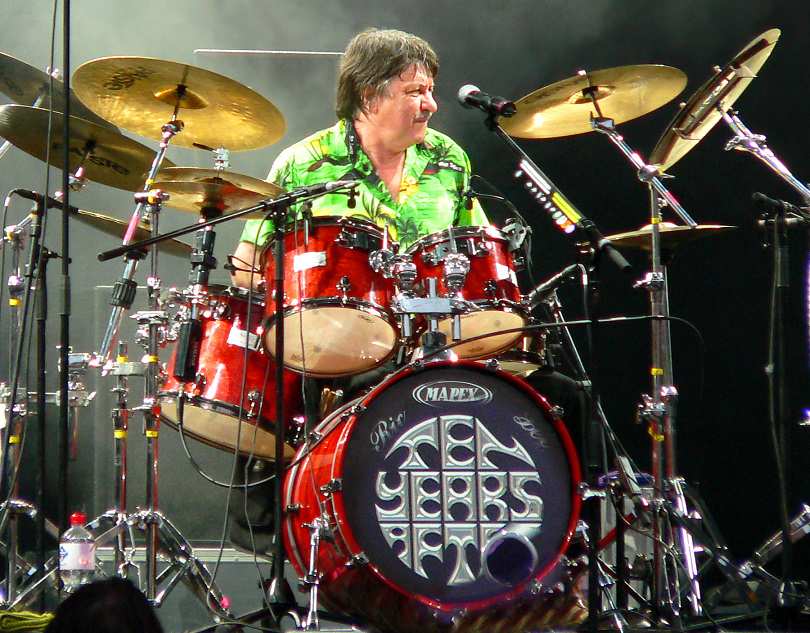
Ric Lee
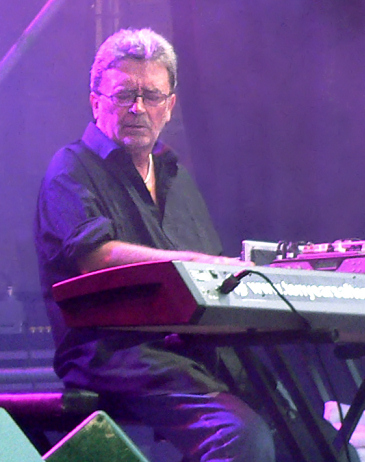
Chick Churchill
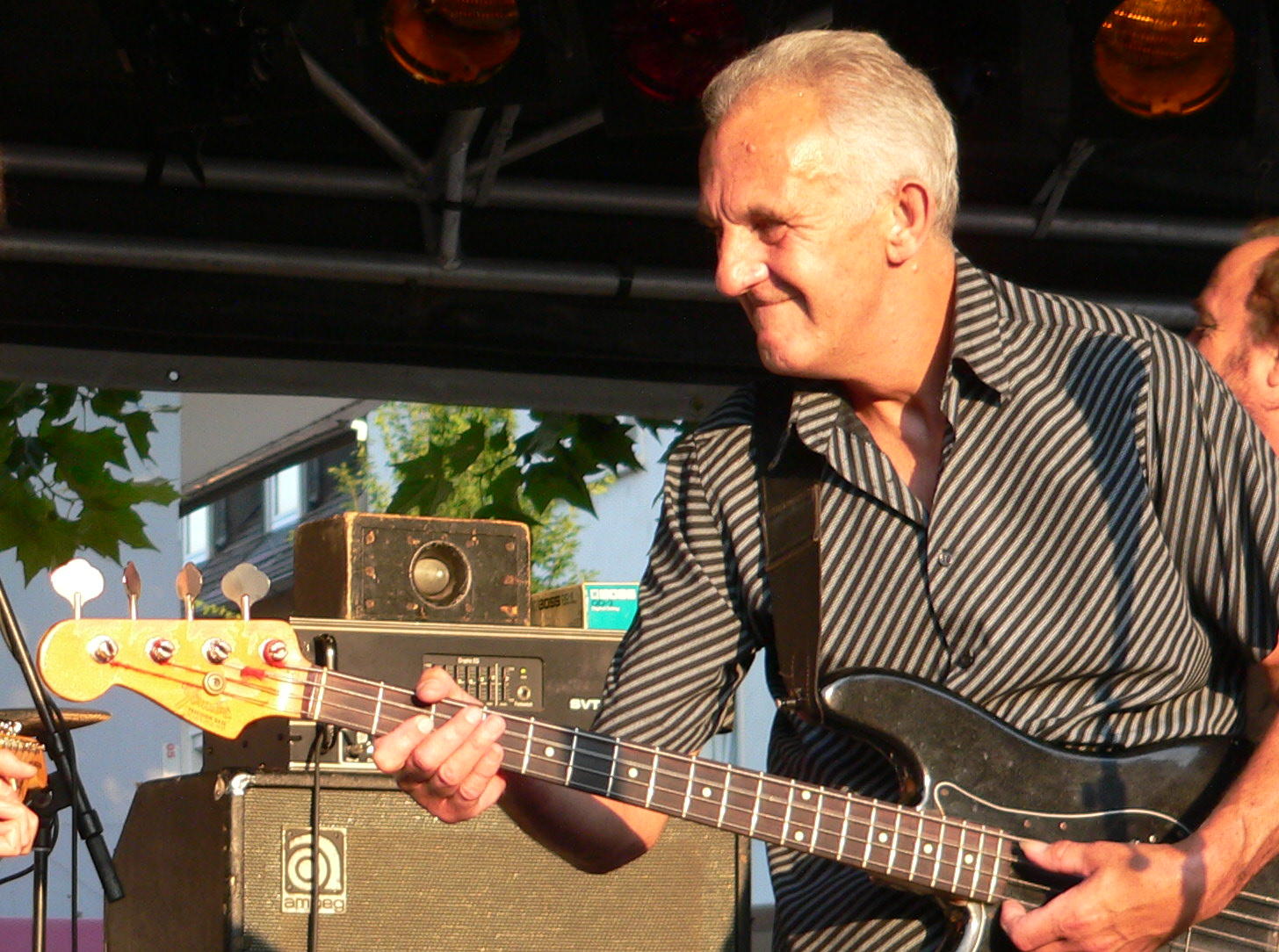
Colin Hodgkinson
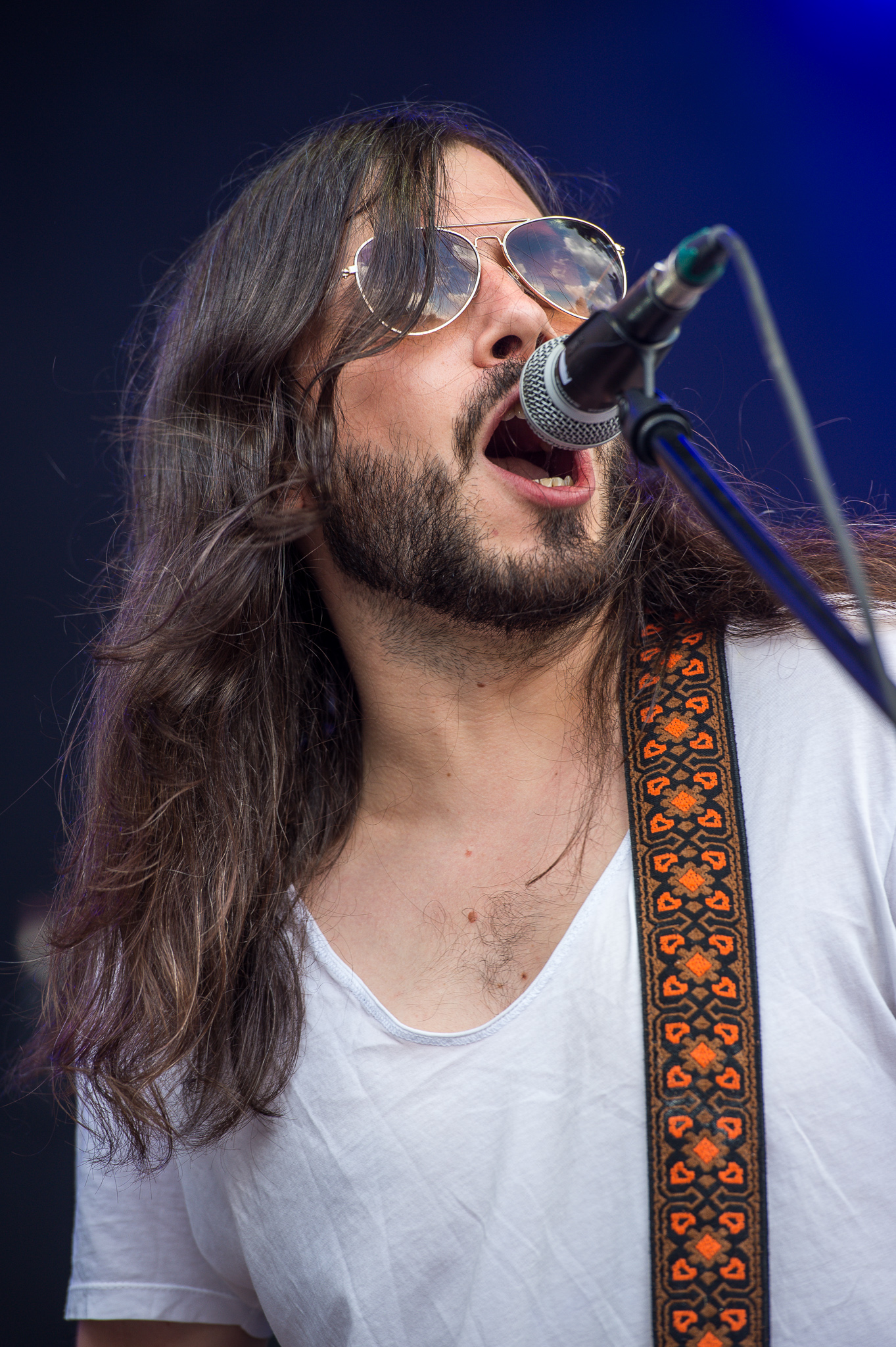
Marcus Bonfanti
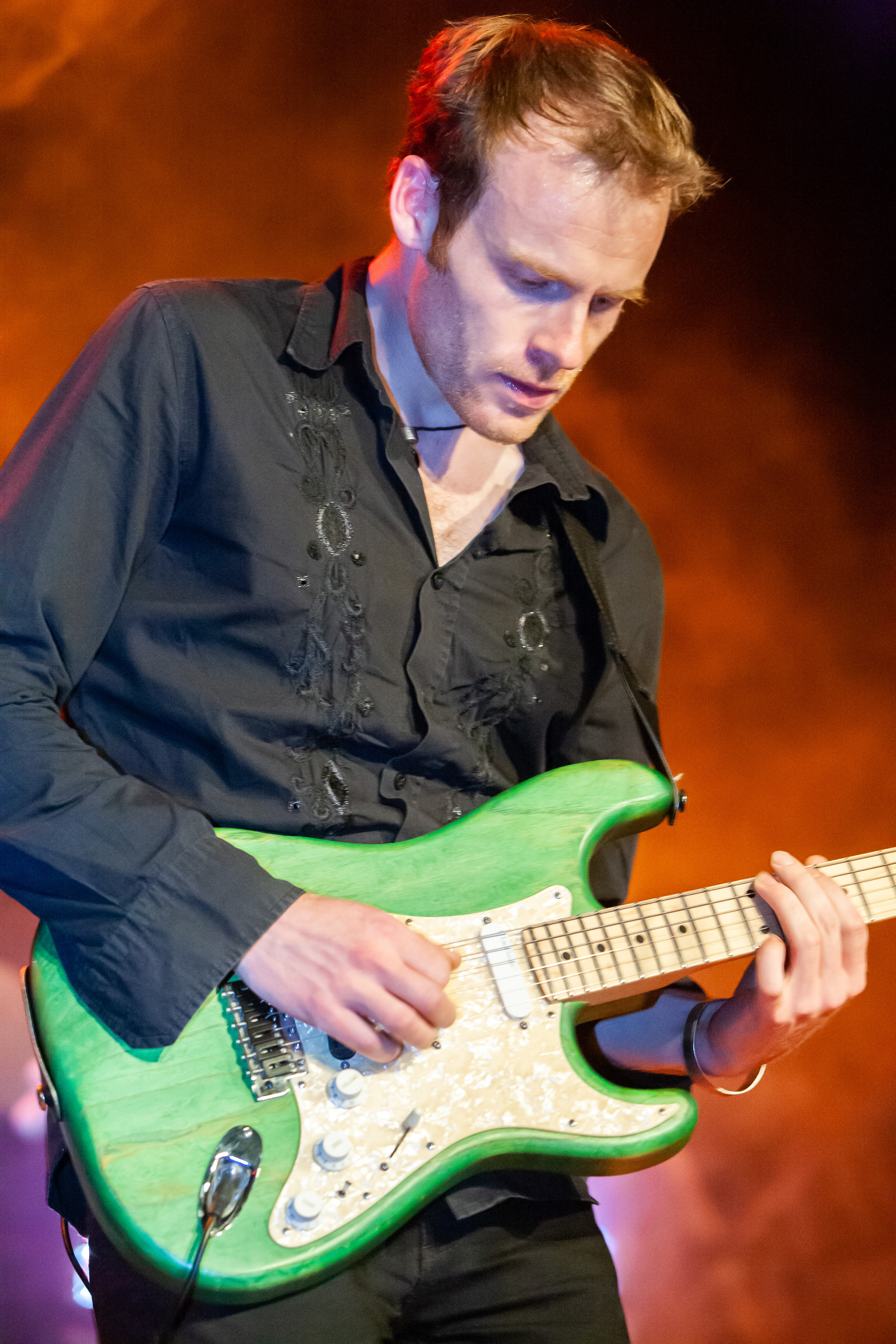
Joe Gooch

## Diskografie

### Studioalben
| Jahr | Titel                          | Höchstplatzierung, Gesamtwochen, AuszeichnungChartplatzierungen (Jahr, Titel, Platzierungen, Wochen, Auszeichnungen, Anmerkungen) | Höchstplatzierung, Gesamtwochen, AuszeichnungChartplatzierungen (Jahr, Titel, Platzierungen, Wochen, Auszeichnungen, Anmerkungen) | Höchstplatzierung, Gesamtwochen, AuszeichnungChartplatzierungen (Jahr, Titel, Platzierungen, Wochen, Auszeichnungen, Anmerkungen) | Höchstplatzierung, Gesamtwochen, AuszeichnungChartplatzierungen (Jahr, Titel, Platzierungen, Wochen, Auszeichnungen, Anmerkungen) | Höchstplatzierung, Gesamtwochen, AuszeichnungChartplatzierungen (Jahr, Titel, Platzierungen, Wochen, Auszeichnungen, Anmerkungen) | Anmerkungen                             |
| Jahr | Titel                          | DE | AT | CH | UK | US | Anmerkungen                             |
| ---- | ------------------------------ | --- | --- | --- | --- | --- | --------------------------------------- |
| 1967 | Ten Years After                | — | — | — | — | — | Erstveröffentlichung: Oktober 1967      |
| 1969 | Stonedhenge                    | — | — | — | UK6 (5 Wo.)UK | US61 (18 Wo.)US | Erstveröffentlichung: Februar 1969      |
| 1969 | Ssssh                          | DE6 (6 Wo.)DE | — | — | UK4 (18 Wo.)UK | US20 (23 Wo.)US | Erstveröffentlichung: August 1969       |
| 1970 | Cricklewood Green              | DE8 (6 Wo.)DE | — | — | UK4 (27 Wo.)UK | US14 (30 Wo.)US | Erstveröffentlichung: April 1970        |
| 1970 | Watt                           | DE9 (6 Wo.)DE | — | — | UK5 (9 Wo.)UK | US21 (16 Wo.)US | Erstveröffentlichung: Dezember 1970     |
| 1971 | A Space in Time                | DE35 (2 Wo.)DE | — | — | UK36 (1 Wo.)UK | US17 Platin · (26 Wo.)US | Erstveröffentlichung: August 1971       |
| 1972 | Rock & Roll Music to the World | DE30 (3 Wo.)DE | — | — | UK27 (1 Wo.)UK | US43 (25 Wo.)US | Erstveröffentlichung: Oktober 1972      |
| 1974 | Positive Vibrations            | — | — | — | — | US81 (14 Wo.)US | Erstveröffentlichung: April 1974        |
| 1989 | About Time                     | DE87 (1 Wo.)DE | — | — | — | US120 (10 Wo.)US | Erstveröffentlichung: August 1989       |
| 2004 | Now                            | — | — | — | — | — | Erstveröffentlichung: 13. Juli 2004     |
| 2008 | Evolution                      | — | — | — | — | — | Erstveröffentlichung: 17. November 2008 |
| 2017 | A Sting In The Tale            | — | — | — | — | — | Erstveröffentlichung: 20. Oktober 2017  |

grau schraffiert: keine Chartdaten aus diesem Jahr verfügbar

### Livealben
| Jahr | Titel         | Höchstplatzierung, Gesamtwochen, AuszeichnungChartplatzierungen (Jahr, Titel, Platzierungen, Wochen, Auszeichnungen, Anmerkungen) | Höchstplatzierung, Gesamtwochen, AuszeichnungChartplatzierungen (Jahr, Titel, Platzierungen, Wochen, Auszeichnungen, Anmerkungen) | Höchstplatzierung, Gesamtwochen, AuszeichnungChartplatzierungen (Jahr, Titel, Platzierungen, Wochen, Auszeichnungen, Anmerkungen) | Höchstplatzierung, Gesamtwochen, AuszeichnungChartplatzierungen (Jahr, Titel, Platzierungen, Wochen, Auszeichnungen, Anmerkungen) | Höchstplatzierung, Gesamtwochen, AuszeichnungChartplatzierungen (Jahr, Titel, Platzierungen, Wochen, Auszeichnungen, Anmerkungen) | Anmerkungen                       |
| Jahr | Titel         | DE | AT | CH | UK | US | Anmerkungen                       |
| ---- | ------------- | --- | --- | --- | --- | --- | --------------------------------- |
| 1968 | Undead        | — | — | — | UK26 (7 Wo.)UK | US115 (14 Wo.)US | Erstveröffentlichung: August 1968 |
| 1973 | Recorded Live | DE10 (4 Wo.)DE | AT7 (4 Wo.)AT | — | UK36 (2 Wo.)UK | US39 (21 Wo.)US | Erstveröffentlichung: Juni 1973   |

grau schraffiert: keine Chartdaten aus diesem Jahr verfügbar
Weitere Livealben
- 1990: Ten Years After live at Reading 83
- 1993: Live 1990
- 2001: Live At The Fillmore East 1970
- 2003: One Night Jammed
- 2005: Roadworks
- 2014: The Friday Rock Show Sessions Live At Reading 1983
- 2016: British Live Performance Series
- 2019: Naturally Live – Recorded at HSD Museumkeller, Erfurt, Germany on 24th March 2018
- 2024: Woodstock 1969

### Kompilationen
| Jahr | Titel                            | Höchstplatzierung, Gesamtwochen, AuszeichnungChartplatzierungen (Jahr, Titel, Platzierungen, Wochen, Auszeichnungen, Anmerkungen) | Höchstplatzierung, Gesamtwochen, AuszeichnungChartplatzierungen (Jahr, Titel, Platzierungen, Wochen, Auszeichnungen, Anmerkungen) | Höchstplatzierung, Gesamtwochen, AuszeichnungChartplatzierungen (Jahr, Titel, Platzierungen, Wochen, Auszeichnungen, Anmerkungen) | Höchstplatzierung, Gesamtwochen, AuszeichnungChartplatzierungen (Jahr, Titel, Platzierungen, Wochen, Auszeichnungen, Anmerkungen) | Höchstplatzierung, Gesamtwochen, AuszeichnungChartplatzierungen (Jahr, Titel, Platzierungen, Wochen, Auszeichnungen, Anmerkungen) | Anmerkungen                       |
| Jahr | Titel                            | DE | AT | CH | UK | US | Anmerkungen                       |
| ---- | -------------------------------- | --- | --- | --- | --- | --- | --------------------------------- |
| 1972 | Alvin Lee and Company            | — | — | — | — | US55 (18 Wo.)US | Erstveröffentlichung: März 1972   |
| 1975 | Going Home / Their Greatest Hits | — | — | — | — | US174 (5 Wo.)US | Erstveröffentlichung: August 1975 |
| 2021 | 1967–1974                        | DE28 (1 Wo.)DE | — | CH54 (1 Wo.)CH | — | — | Erstveröffentlichung: August 2021 |

grau schraffiert: keine Chartdaten aus diesem Jahr verfügbar
Weitere Kompilationen
- 1976: Hear Them Calling
- 1987: Universal
- 1991: The Essential Ten Years After
- 1995: Pure Blues
- 1996: I’m Going Home
- 1997: Solid Rock
- 1998: Premium Gold Collection
- 2018: 1967–1974

### Singles
| Jahr | Titel Album                                            | Höchstplatzierung, Gesamtwochen, AuszeichnungChartplatzierungen (Jahr, Titel, Album, Platzierungen, Wochen, Auszeichnungen, Anmerkungen) | Höchstplatzierung, Gesamtwochen, AuszeichnungChartplatzierungen (Jahr, Titel, Album, Platzierungen, Wochen, Auszeichnungen, Anmerkungen) | Höchstplatzierung, Gesamtwochen, AuszeichnungChartplatzierungen (Jahr, Titel, Album, Platzierungen, Wochen, Auszeichnungen, Anmerkungen) | Höchstplatzierung, Gesamtwochen, AuszeichnungChartplatzierungen (Jahr, Titel, Album, Platzierungen, Wochen, Auszeichnungen, Anmerkungen) | Anmerkungen                          |
| Jahr | Titel Album                                            | DE | AT | UK | US | Anmerkungen                          |
| ---- | ------------------------------------------------------ | --- | --- | --- | --- | ------------------------------------ |
| 1970 | Love Like A Man Cricklewood Green                      | DE9 (7 Wo.)DE | AT8 (12 Wo.)AT | UK10 (18 Wo.)UK | US98 (2 Wo.)US | Erstveröffentlichung: April 1970     |
| 1971 | I’m Coming On Watt                                     | DE47 (2 Wo.)DE | — | — | — | Erstveröffentlichung: März 1971      |
| 1971 | I’d Love To Change The World A Space in Time           | — | — | — | US40 (12 Wo.)US | Erstveröffentlichung: September 1971 |
| 1972 | Baby Won’t You Let Me Rock ’N Roll You A Space in Time | — | — | — | US61 (5 Wo.)US | Erstveröffentlichung: Januar 1972    |
| 1972 | Choo Choo Mama Rock & Roll Music to the World          | — | — | — | US89 (6 Wo.)US | Erstveröffentlichung: Dezember 1972  |

grau schraffiert: keine Chartdaten aus diesem Jahr verfügbar

## Auszeichnungen für Musikverkäufe
| Goldene Schallplatte - Kanada - 1979: für das Album A Space in Time |

Anmerkung: Auszeichnungen in Ländern aus den Charttabellen bzw. Chartboxen sind in ebendiesen zu finden.
| Land/RegionAuszeichnungen für Musikverkäufe (Land/Region, Auszeichnungen, Verkäufe, Quellen) | Gold  | Platin  | Verkäufe  | Quellen         |
| -------------------------------------------------------------------------------------------- | ----- | ------- | --------- | --------------- |
| Kanada (MC)                                                                                  | Gold1 | —       | 50.000    | musiccanada.com |
| Vereinigte Staaten (RIAA)                                                                    | —     | Platin1 | 1.000.000 | riaa.com        |
| Insgesamt                                                                                    | Gold1 | Platin1 |           |                 |